# Питър Граймз
„Питър Граймз“ (на английски: Peter Grimes) е опера на английския композитор Бенджамин Бритън в пролог и три действия по либрето на Монтагю Слейтър, което от своя страна е базирано на едноименната поема на Джордж Креб от 1810 г. В центъра на сюжета е рибар от малко градче, когото местните жители обвиняват за изчезването и смъртта на двама негови помощници. Това е първата успешна опера на Бритън. 
Премиерата на „Питър Граймз“ е на 7 юни 1945 година в театър „Седлърс Уелс“ в Лондон. В България е поставена за първи път на 26 декември 1964 г. в София, с диригент Атанас Маргаритов и режисьор Михаил Хаджимишев.

## Действащи лица
- Питър Граймз, рибар – тенор
- Джон, негов юнга – без пеене
- Елън Орфорд, вдовица, учителка, годеница на Граймз – сопран
- Капитан Балстроуд, бивш капитан на търговски кораб – баритон
- Суалоу, адвокат, кмет на градчето – бас
- Боб Боулз, рибар, привърженик на методистката секта – тенор
- Мисис Седли, вдовица, рентиерка – мецосопран
- Пастор Хорас Адамз – тенор
- Нед Кийн, аптекар – баритон
- Хобсън, каруцар – бас
- Доктор Торп – без пеене
- Собственичката на кръчмата „Глиганът“ – мецосопран
- Първа и втора племеннички – сопран
- Рибари, моряци, мъже, жени, богомолци, народ.